# Vranov nad Topľou
Vranov nad Topľou este un oraș din Slovacia. Localitatea se află la altitudinea de 132 m deasupra n.m., se întinde pe o suprafață de 34,347 km2 și în 2017 număra 22 589 de locuitori.

## Istoric
Localitatea Humenné este atestată documentar din 1270.

## Demografie
| An:                | 1994   | 2004   | 2014   | 2024    |
| ------------------ | ------ | ------ | ------ | ------- |
| Număr de persoane: | 23.900 | 23.036 | 22.898 | 20.262  |
| Diferență:         |        | −3,61% | −0,59% | −11,51% |

| An:                | 2023   | 2024   |
| ------------------ | ------ | ------ |
| Număr de persoane: | 20.488 | 20.262 |
| Diferență:         |        | −1,10% |